# 魏格林
魏格林（Susanne Weigelin-Schwiedrzik，1955年—）是德国汉学家，师从汉学家Bodo Wiethoff，曾任海德堡大学副校长（1999-2001）和维也纳大学副校长（2011-2015）、教授。

## 学术经历
她于1973年至1975年在德国波恩大学学习中国学、日本学和政治学。1975年至1977年在华学习汉语（北京语言大学）和哲学（北京大学）。1977年回到波恩大学继续学习中国学、日本学和政治学。1978年转入波鴻魯爾大學，学习中国历史、中国语言文学和政治学。
她于1983年获得德国波鴻魯爾大學博士学位，论文题为《中共党史：类型、方法、主题和功能》。1983-1989年，在德国波鸿鲁尔大学东亚研究院进行博士后研究。1989年，获得德国波鸿鲁尔大学东亚研究院教授资格。
1989-2002年，任德国海德堡大学汉学系当代中国学教授，1999-2001年，任德国海德堡大学副校长。
2002年至今，任奥地利维也纳大学汉学系教授，维也纳大学语言文化学院院长（2010年10月至2011年9月）。

## 研究领域
魏格林教授的研究领域主要是历史、政治和文化方面，涉及20世纪的中国与东亚历史、中国改革开放的政治经济研究、中国大跃进后的三年灾害与文革的历史创伤与记忆。
2008年以来，魏格林教授主持和参与的研究项目包括：绿色GDP研究；中国新疆自治区农村医疗保障研究（与新疆石河子大学合作）；20世纪东亚史研究（与大阪大学的Wolfgang Schwentker教授合作）；转型正义研究（与国立政治大学联合进行）；以及中国与欧洲的循环经济研究（与中国人民大学合作）。

## 家庭
丈夫是沃尔夫冈·施维德齐克（Wolfgang Schwiedrzik），育有三子。

## 著作列表
- Parteigeschichtsschreibung in der VR China. Typen, Methoden, Themen und Funktionen. Wiesbaden 1984, ISBN 3-447-02292-2.
- mit Li Zhenyi: Die Brücke. Chinesisch für schnelles Lese-Verständnis. Peking 1994, ISBN 7-5619-0338-3.
- als Herausgeberin mit Dagmar Hauff: Ländliche Unternehmen in der Volksrepublik China. Berlin 1999, ISBN 3-428-09635-5.
- Broken Narratives. Post-Cold War History and Identity in Europe and East Asia. Leiden 2014, ISBN 978-90-04-27723-6.